# Скойка вушна
Скойка вушна (Margaritifera auricularia) — вид прісноводних двостулкових молюсків.

## Поширення
Історично вид був поширений у Західній Європі, де він поширювався від Англії на північ до Данії, на сході до Італії та до Португалії на південному заході. Зараз він трапляється лише у Франції та Іспанії та вимер у решті Європи. Сучасний його ареал обмежений на півдні Франції частиною річки Шаранта, басейном Луари (річка В'єнна і її притока Крез), водотоком Гаронни (річка Дронне і річка Сав, невелика притока Гаронни, де залишилося лише кілька десятків екземплярів) і басейном річки Адур. В Іспанії цей вид трапляється в середній частині річки Ебро та пов'язаних з нею каналів: Імперського Арагонського каналу і каналу Таусте. Виявлений у невеликій зрошувальній канаві, розташованої за течією від Сарагоси: там у 2018 році було знайдено майже 30 екземплярів.

## Опис
Мушля може виростати до 18 см. Має чорну зовнішню частину з видимими плямами росту і білі внутрішні клапани.

## Спосіб життя
Личинки паразитують на рибах Salaria fluviatilis, Gambusia holbrooki, Acipenser baerii, Acipenser naccarii і Acipenser sturio.

## Охорона
Margaritifera auricularia охороняється в Європі і занесений до Додатку ІІ Бернської конвенції (охоронна категорія: вид підлягає особливій охороні), а також до Директиви Європейського Союзу 92/43/ЄС «Про збереження природних оселищ та видів природної фауни і флори» (Додаток IV. Види рослин і тварин, що становлять особливий інтерес для Європейського Союзу, які потребують суворих заходів охорони).